# Arley Dinas
Arley Dinas, född 16 maj 1974, är en colombiansk tidigare fotbollsspelare.
Arley Dinas spelade 29 landskamper för det colombianska landslaget. Han deltog bland annat i Concacaf Gold Cup 2000 och Copa América 2004.